# Schlacht bei Hollabrunn und Schöngrabern
Kap Finisterre – Wertingen – Günzburg – Haslach-Jungingen – Elchingen – Ulm – Trafalgar – Caldiero – Mehrbach – Lambach – Bodenbühl – Steyr – Amstetten – Mariazell – St. Pölten – Kap Ortegal – Dürnstein – Schöngrabern – Wischau (Vyškov) – Austerlitz – San Domingo
Die Schlacht bei Hollabrunn und Schöngrabern (auch: Treffen bei Ober-Hollabrunn) fand am 16. November 1805 bei Hollabrunn in Niederösterreich im Rahmen des Dritten Koalitionskrieges zwischen französischen und russisch-österreichischen Truppen statt.

## Vorgeschichte
Nachdem Frankreich am 23. September Österreich den Krieg erklärt hatte, marschierten die Truppen Napoleons entlang der Donau bis Wien. Nach dem Überschreiten der Donau versuchten sie, die russischen Truppen einzuholen, die von Krems nach Znaim und Brünn unterwegs waren. Die 35.000 russischen Soldaten sollten sich dort mit anderen russischen Armeeteilen und den österreichischen Truppen vereinigen. Dadurch wären die beiden Truppen zahlenmäßig den Franzosen weit überlegen gewesen.
Napoleon befand sich zu diesem Zeitpunkt in Wien im Schloss Schönbrunn.

## Verlauf
Die 30.000 Franzosen trafen unter dem Kommando von Marschall Joachim Murat auf eine Nachhut von 8000 Russen und Österreichern unter dem Kommando von Pjotr Iwanowitsch Bagration. Zahlenmäßig überlegen, versuchten die Franzosen am 16. November um 16 Uhr, die Nachhut anzugreifen. Aber die Russen schossen mit der Artillerie den Ort Schöngrabern in Brand. Dadurch wurden die Franzosen aufgehalten. Bagration konnte einen geordneten Rückzug durchführen.

## Folgen
Durch diese Verzögerung konnten sich die anderen Truppen doch vereinigen. In der Folge kam es zur Schlacht bei Austerlitz im Dezember 1805.

## Trivia

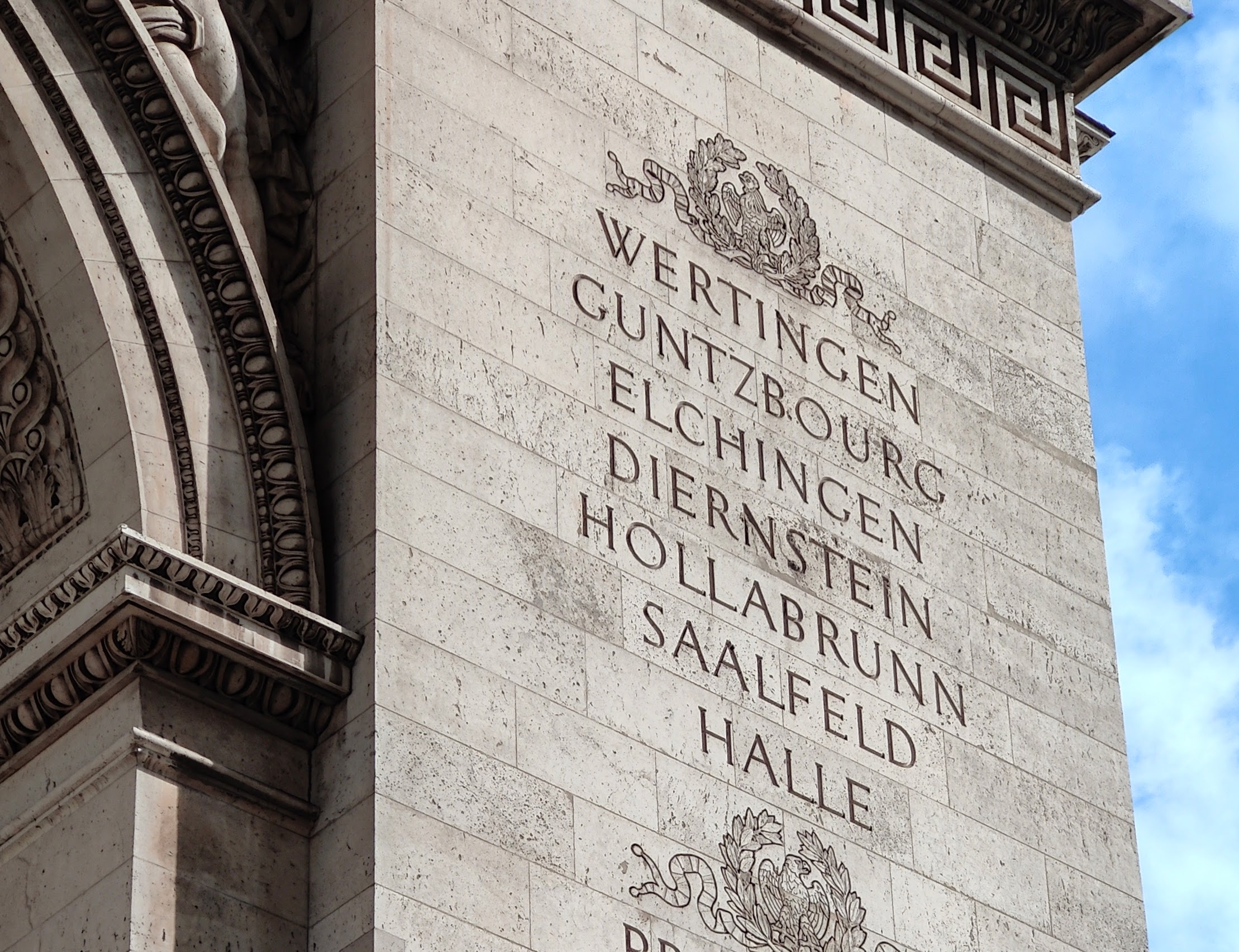
Inschrift Hollabrunn am Triumphbogen, Paris

Leo Tolstoi beschrieb die Schlacht in seinem Werk Krieg und Frieden sehr ausführlich. An die Schlacht erinnern auch eine Inschrift am Arc de Triomphe in Paris und ein Gedenkstein an der B 303 zwischen Schöngrabern und Suttenbrunn.
Im Fünften Koalitionskrieg (1809) gab es sowohl eine Schlacht von Hollabrunn als auch ein Gefecht bei Schöngrabern.